# Tim Sweeney (nhà phát triển trò chơi)
Timothy Dean Sweeney (sinh năm 1970) là một lập trình viên trò chơi điện tử người Mỹ, doanh nhân tỷ phú và nhà bảo tồn, được biết đến là người sáng lập và Giám đốc điều hành của Epic Games. Tim cũng là người tạo ra Unreal Engine, một nền tảng phát triển trò chơi.

## Tiểu sử
Tim Sweeney lớn lên ở Potomac, Maryland, là con út trong gia đình có ba anh em. Khi còn trẻ, anh bắt đầu quan tâm đến việc mày mò các thiết bị cơ khí và điện, Tim kể rằng bản thân đã tháo dỡ một chiếc máy cắt cỏ ngay từ năm 5 hoặc 6 tuổi, để chế tạo một chiếc xe go-kart của riêng mình. Tim bắt đầu quan tâm đến trò chơi arcade khi chúng bắt đầu trở nên phổ biến vào cuối những năm 1970. Tuy nhiên Tim đã không có nhiều thời gian để chơi nhiều trò chơi điện tử khi còn thơ ấu.
Năm 11 tuổi, Sweeney đến thăm công ty khởi nghiệp của anh trai mình ở California, nơi đây, Tim được tiếp cận với Máy tính Cá nhân IBM đời đầu. Sweeney đã dành cả tuần ở đó, và trở nên yêu thích với lập trình. Khi gia đình Tim mua một chiếc Apple II, Sweeney bắt đầu học cách lập trình trên đó một cách nghiêm túc, cố gắng tạo ra Adventure 2 dựa theo trò chơi Atari 2600. Sweeney ước tính rằng trong độ tuổi từ 11 đến 15, anh đã dành hơn 10.000 giờ để tự học cách lập trình. Khi còn là một thiếu niên, Tim đã kiếm được tiền bằng cách cắt cỏ cho những hàng xóm giàu có trong khu vực với giá chỉ bằng một nửa giá dịch vụ.
Trong năm 1989, Tim vào học trường ĐH Maryland, ngành kỹ thuật cơ khí, trước khi lập ra công ty Potomac Computer Systems - tiền thân của Epic Games sau này.

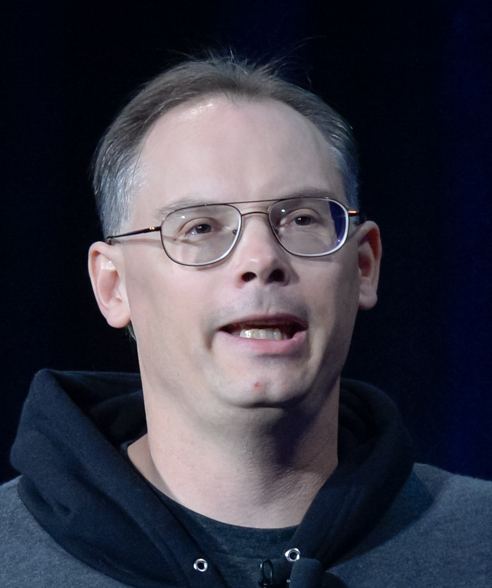
Tim Sweeney tại GDC 2016

## Tài sản
Theo tạp chí Forbes, tính đến tháng 8 năm 2020, Tim Sweeney có giá trị tài sản ròng là 5,3 tỷ đô la Mỹ. Tuy nhiên, Bloomberg ước tính tài sản của ông là 9,4 tỷ USD.

## Nhà bảo tồn thiên nhiên
Từ năm 2008, Sweeney đã sử dụng tài sản của mình để mua những vùng đất rộng lớn ở Bắc Carolina (trụ sở hiện tại của Epic Games) cho mục đích bảo tồn động vật quý hiếm, đến nay ông đã mua 50.000 mẫu đất rừng trong bang, bao gồm Box Creek Wilderness, một khu vực tự nhiên rộng 7.000 mẫu Anh có hơn 130 loài thực vật và động vật hoang dã quý hiếm bị đe dọa. Đồng thời Tim còn quyên góp 15 triệu đô la cho Cục Cá và Động vật hoang dã Hoa Kỳ.

Epic Games - tâm huyết của Tim Sweeney